# ۱۹-نوراندروسترون
۱۹-نوراندروسترون (به انگلیسی: 19-Norandrosterone) با فرمول شیمیایی C۱۸H۲۸O۲ یک ترکیب شیمیایی با شناسه پاب‌کم ۹۵۴۸۷۵۳ است. که جرم مولی آن ۲۷۶٫۴۱ g/mol می‌باشد. 